# Jhonny Monsalve
Jhonny Alexander Monsalve Ramírez  (San Cristóbal, Venezuela, 11 de enero de 1998) es un futbolista venezolano con ascendencia colombiana. Juega como mediocampista. Actualmente milita en el Deportivo Táchira de la Primera División de Venezuela.

## Trayectoria

### Deportivo Táchira
Se formó en las canteras del equipo aurinegro de la mano de Daniel Farías, siendo siempre uno de los jugadores más destacados en estas categorías. Debutó el 20 de agosto del 2014 en la Copa Venezuela 2014 ante el Ureña Sport Club cuando apenas tenía 16 años. Debutó en el Torneo Nacional, el 11 de julio de 2015; ante el Deportivo Anzoátegui Sport Club en la primera jornada del Torneo de Adecuación 2015 (Venezuela). Ha acumulado más de 2000 minutos jugados; siendo uno de los jugadores aurinegros más regulares durante la Primera División de Venezuela 2016, al mando del DT Carlos Maldonado (futbolista).

### Alianza Petrolera
A comienzos de 2018 se marcha en condición de cedido al equipo Alianza Petrolera de la Primera División de Colombia, donde algunas molestias físicas le impiden llegar a ver minutos en el conjunto de Barrancabermeja.

### Deportivo Táchira
Tras un semestre en el balompié colombiano, Monsalve regresa al Deportivo Táchira Fútbol Club, donde tras superar sus problemas físicos, logra tomar nuevamente ritmo futbolístico con el equipo Reserva de la escuadra tachirense.

### Selección nacional
Realizó todos los módulos de preparación de la Selección de fútbol de Venezuela de cara al Campeonato Sudamericano de Fútbol Sub-17 de 2015, pero una lesión le impidió estar presente en el certamen realizado en Paraguay.
Luego participó en 15 módulos de preparación de la Selección de fútbol de Venezuela Sub-20, que se alistaba para el Campeonato Sudamericano de Fútbol Sub-20 de 2017, de la mano del seleccionador Rafael Dudamel.

## Clubes
| Club              | País      | Año             | PJ | Goles |
| ----------------- | --------- | --------------- | -- | ----- |
| Deportivo Táchira | Venezuela | 2014 - 2017     | 36 | 0     |
| Alianza Petrolera | Colombia  | 2018            | 0  | 0     |
| Deportivo Táchira | Venezuela | 2018 - Presente | 0  | 0     |

- Datos: Q30331493